# Virginie Arnold
Virginie Arnold (Biscarrosse, 24 december 1979) is een Frans boogschutter.
Arnold debuteerde op de Olympische Spelen in Peking (2008). Ze kwam in de individuele rondes niet verder dan de 40e plaats, nadat ze werd uitgeschakeld door Khatuna Lorig. Met het Frans nationaal team, met teamgenoten Sophie Dodemont en Bérengère Schuh, won ze de bronzen medaille. Haar hoogste notering op de FITA-wereldranglijst, was de 72e plaats (maart 2008).